# 宮本功
宮本 功（みやもと いさお、1970年1月10日 - ）は、日本の元サッカー選手、スポーツダイレクター。

## 来歴
徳島県出身。
小学校5年生でサッカーに出会い、高知大学でもサッカー部へ所属する。
大学卒業後、ヤンマーディーゼルサッカー部へ入部。チームがセレッソ大阪へ変わった1994年まで選手として所属。
引退後はフロント入り。
その後、ヤンマーやヤンマーエネルギーシステムを経て、再びセレッソ大阪へ戻り、2010年からはセレッソ大阪スポーツクラブの代表理事を務めるなど、2020年1月まで多くの役職を務め、クラブの発展に尽力。
2020年3月より、一般社団法人F・マリノススポーツクラブで代表理事を務める。
2023年12月15日、2024年2月よりテゲバジャーロ宮崎を運営する株式会社テゲバジャーロ宮崎の代表取締役社長及びスポーツダイレクターに就任予定であることが発表された
2024年1月31日、一般社団法人F・マリノススポーツクラブ代表理事を退任。
翌2月1日より、株式会社テゲバジャーロ宮崎代表取締役社長兼スポーツダイレクターに正式就任。

## 所属クラブ
- 高知大学
- 1992年3月 - 同年12月 ヤンマーディーゼルサッカー部
- 1994年1月 - 同年11月 セレッソ大阪

## 経歴・職歴
- 1994年12月 - 1999年1月 大阪サッカークラブ株式会社 事業部
- 1999年2月 - 2004年9月 ヤンマー/ヤンマーエネルギーシステム
- 2004年 - 2020年1月 大阪サッカークラブ/セレッソ大阪スポーツクラブ
  - 2004年10月 - 2008年1月 チーム統括部
  - 2008年2月 - 2010年1月 事業部長兼広報部長兼ホームタウン推進部長
  - 2010年2月 - 2011年3月 事業部長兼広報部長兼普及部長
  - 2010年12月 - 2019年6月 セレッソ大阪スポーツクラブ代表理事
  - 2011年4月 - 2012年3月 普及育成部長兼広報部長
  - 2012年4月 - 2014年3月 普及育成部長
  - 2014年4月 - ？ 取締役
  - 2014年9月 - 2014年12月 取締役強化本部長
  - 2019年 - 2020年 桜スタジアム建設募金団体 代表理事
- 2020年3月 - 2024年1月 横浜F・マリノススポーツクラブ/横浜マリノス株式会社
  - 2020年3月 - ？ 横浜マリノス株式会社チーム統括本部アカデミー戦略室長
  - 2020年3月 - 2024年1月 横浜F・マリノススポーツクラブ 代表理事
- 2020年 - いちご株式会社
  - 2020年 - サステナブルインフラ事業本部スポーツビジネス推進部長[3]
- 2024年2月 - 株式会社テゲバジャーロ宮崎
  - 2024年2月 - 代表取締役社長兼スポーツダイレクター